# 亚伦妮斯·卡斯蒂略
亚伦妮斯·卡斯蒂略（1986年5月21日—）是一名古巴女子柔道运动员。曾参加2008年和2016年两届奥运，其中在2008年北京奥运中获得了女子78公斤级银牌。